# ジェンダーチェック
ジェンダーチェックとは、主に男女共同参画社会の推進のため、心の内面の価値観を採点してランク付けする行為を指す。

## 概要
ジェンダーチェックは男女共同参画社会の推進や、ジェンダーフリーを奨励する目的で発達した。このチェック表については「官製ジェンダーチェックは心の内面に立ち入って多様な価値観を否定する」、あるいは「質問表を通した思想統制」との批判もある。

## 問題点

### 多様性の尊重の観点
ジェンダーチェックは、ある項目について「はい」か「いいえ」の二択で選ぶもので、多様性の尊重になっていない。「男は仕事、女は家庭は正しいと思う」に二択で答えさせ、「いいえ」をチェックすることは多様性の尊重ではない。ここで問題なのは、例えば「仕事か家庭を選ぶのは個人の自由」などの選択肢が存在しないことである。また暗に仕事を家庭より良いものであるとの認識を植えつけることで家事や子育ての仕事を貶めているとの批判も存在する。

### ジェンダーフリーに基づく観点
ジェンダーチェックは様々な項目をチェックさせるものである。その中には、男らしさ・女らしさを否定するものも含まれる。
ジェンダーチェックは、ジェンダーフリーに基づいて行われている。『「ジェンダー」の危機を超える！』（青弓社）の149頁で、丹波雅代は東京女性財団発行のジェンダーチェックのリーフレットについて「これらは『ジェンダーフリー』プロジェクトチームの仕事のひとつとして制作されたもの」と書いている。秋田市のサイトには、「ジェンダー・チェックをしてみて、あなたのジェンダー・フリー度はいかがでしたか」と書いてある。

## 関連文献
- 若桑みどり・加藤秀一・皆川満寿美・赤石千衣子編著『「ジェンダー」の危機を超える！　徹底討論！バックラッシュ』

第5章　3 東京女性財団発行物『ジェンダーチェック』への違和感
第5章　4 なぜ多くの女性センターや女性行政担当が『ジェンダーチェック』にとびついたのか